# Гордость и предубеждение и зомби
«Гордость и предубеждение и зомби» (англ. Pride and Prejudice and Zombies) — роман Сета Грэма-Смита, написанный в 2009 в стиле Mashup, пародийно объединяющий классический роман Джейн Остин «Гордость и предубеждение», опубликованный в 1813 году, с современными элементами зомби-хоррора и восточных единоборств.
Роман был опубликован в 2009 году издательством Quirk Books в мягкой обложке с чёрно-белыми иллюстрациями, а в октябре того же года было выпущено подарочное издание с цветными иллюстрациями. Роман очень быстро снискал популярность у читателей и стал одним из самых известных представителей своего жанра. В России роман был опубликован в 2010 году издательствами Corpus и Астрель.

## Сюжет
Уже многие годы, со времени молодости миссис Беннет, Англия страдает от неизвестной эпидемии, из своих могил встают мертвецы. Они бродят по округе, стремясь найти живых с целью съесть их. Лондон окружён огромной оборонительной стеной и разделён на несколько частей. Сухопутные войска постоянно находятся в наиболее пострадавших районах: Хартфордшир, Дербишир и Эссекс.
Это обстоятельство в свою очередь самым серьёзным образом повлияло на жизнь людей Англии того времени. Глава семейства — мистер Беннет, заботясь о своих дочерях обучил их владению многими видами оружия как холодного, так и огнестрельного. К тому же он посчитал необходимым обучить своих девочек и восточным единоборствам, послав их в Китай, в Шаолиньский монастырь, где они переняли мастерство монахов и философию воинской чести. В совершенстве овладев катаной, мисс Элизабет и её сёстры снискали огромную популярность, став защитницами Лонгборна и героинями Хартфордшира.

## Сравнение
Сет Грэм-Смит в одном из интервью сказал, что во время написания романа он находился под сильным впечатлением от фильма «Ночь живых мертвецов» Джорджа Ромеро. В общей сложности 85 % содержания романа составляет оригинальный текст Джейн Остин, но в книгу были добавлены новые персонажи — живые мертвецы, восставшие из своих могил, которые периодически «донимают» главных персонажей по ходу повествования.
Ниже приведены отрывки из оригинального произведения Джейн Остин и романа Сета Грэм-Смита.

— Вы танцуете с единственной хорошенькой девицей в этом зале, — сказал мистер Дарси, взглянув на старшую мисс Беннет.
— О, это самое очаровательное создание, какое мне когда-нибудь приходилось встречать! Но вон там, за вашей спиной, сидит одна из её сестер. По-моему, она тоже очень недурна. Хотите, я попрошу мою даму вас познакомить?
— Про кого это вы говорите? — Обернувшись, Дарси взглянул на Элизабет, но, заметив, что она на него смотрит, отвел глаза и холодно сказал: — Что ж, она как будто мила. И все же не настолько хороша, чтобы нарушить мой душевный покой. А у меня сейчас нет охоты утешать молодых леди, которыми пренебрегли другие кавалеры. Возвращайтесь-ка к своей даме. Уверяю вас, вы теряете со мной время, которое могли бы провести, наслаждаясь её улыбками.
Бингли последовал этому совету, его приятель отошел в другой конец комнаты, а Элизабет осталась на месте, питая не слишком добрые чувства по отношению к Дарси. Впрочем, она с удовольствием рассказала об этом случае в кругу своих друзей, так как обладала веселым нравом и была не прочь посмеяться.
— «Гордость и предубеждение»

— Вы танцуете с единственной хорошенькой девушкой в зале, — сказал мистер Дарси, поглядев на старшую мисс Беннет.
— Она само очарование! Но вон там, прямо за вашей спиной, сидит её сестра, очень приятная барышня, на мой взгляд, и тоже очень хороша собой.
— Которая же? — Обернувшись, он взглянул на Элизабет и, встретившись с ней взглядом, отвернулся и холодно произнес: — Она недурна, но не настолько, чтобы привлечь мое внимание, а я нынче не в настроении уделять время девицам, которыми пренебрегли другие мужчины.
Когда мистер Дарси удалился, Элизабет почувствовала, что кровь застыла у неё в жилах. Никогда в жизни ей не наносили подобного оскорбления.
Кодекс воинской чести требовал, чтобы она постояла за своё достоинство. Элизабет, стараясь не привлекать к себе внимания, потянулась к лодыжке и нащупала скрытый под платьем кинжал. Она намеревалась проследовать за мистером Дарси на улицу и перерезать ему горло.
— «Гордость и предубеждение и зомби»

## Экранизация
В декабре 2009 года стало известно, что компания Lionsgate планирует экранизировать «Гордость и предубеждение и зомби». Исполнительницей главной роли (Элизабет Беннет) и продюсером проекта стала Натали Портман . Режиссёром был назначен Дэвид О. Расселл, известный по фильмам «Взломщики сердец» и «Три короля», который впоследствии отказался от этого проекта из-за напряжённого графика. Вслед за ним от главной роли отказалась Натали Портман, оставшись в качестве продюсера картины.
В ноябре 2010 года стало известно, что режиссёром картины стал Майкл Уайт. Это будет вторая по счёту картина снятая им после фильма «Год собаки». Прежде он был известен как сценарист и продюсер таких фильмов, как «Школа рока» и «Суперначо». Планируется, что фильм выйдет на экраны в 2016 году. Эмма Стоун одна из героинь фильма Зомбиленд, изъявила желание сыграть в экранизации романа.